# Rauch (Roman)
Rauch (russisch Дым) ist ein Roman des russischen Schriftstellers Iwan Turgenew aus dem Jahre 1867. Der Roman beschreibt die Szene der russischen Kurgäste in Baden-Baden und berührt die  politischen Reformen in Russland nach Abschaffung der Leibeigenschaft durch den Zaren Alexander II. Turgenew lebte selbst seit 1863 in Baden-Baden. 

## Handlung
1862 kommt der russische Gutsbesitzer Litvinow auf dem Rückweg von einer mehrjährigen Europareise nach Baden-Baden. Hier will er seine Verlobte Tanja treffen. Die Ankunft Tanjas verzögert sich, weil ihre mitreisende Tante erkrankt ist. Unerwartet begegnet Litvinow seiner Jugendliebe Irina. Diese hatte zehn Jahre zuvor ihre Verlobung mit ihm gelöst, um ihre Familie vor dem Ruin zu bewahren. Sie ist nun mit dem wohlhabenden General Ratmirow verheiratet. Die Liebe Litvinows zu Irina erwacht erneut. Am russischen Baum, dem Treffpunkt der Russen in Baden-Baden, macht er die Bekanntschaft von Potugin, einem ehemaligen Diener Irinas, der sich mit seiner an Schwindsucht leidenden Stieftochter Nadja in dem Kurort aufhält. Von einem Bekannten wird er in den Kreis des politischen Visionärs Gubajew eingeführt. Litvinow und Irina beginnen eine Affäre, die von den anderen Kurgästen und auch von Irinas Mann nicht unbemerkt bleibt. Mit dem Eintreffen Tanjas und ihrer Tante ist Litvinow gezwungen, eine Entscheidung zu treffen. Er vereinbart mit Irina, gemeinsam zu fliehen, ohne Rücksicht auf die anderen Beteiligten. Potugin warnt Litvinow, rät ihm, bei seiner Verlobten zu bleiben, und offenbart ihm, dass er selbst in Irina verliebt war und sie sein Leben zerstört habe. Tanja erkennt, dass Litvinow Irina liebt, löst die Verlobung und kehrt mit ihrer Tante nach Russland zurück. Doch Irina weigert sich plötzlich, will einen Skandal vermeiden und ihre gesellschaftliche Stellung nicht gefährden. Sie schlägt Litvinow vor, sich eine Anstellung in Sankt Petersburg zu suchen und ihr Geliebter zu werden. Vor genau dieser Situation hat Potugin ihn gewarnt. Litvinow erkennt die Gefühlskälte und den Egoismus Irinas. Er kehrt auf sein Gut zurück. Einige Jahre später, auf der Beerdigung seines Vaters, trifft er Tanjas Tante wieder. Sie lädt ihn auf ihr Gut ein, auf dem Tanja die Kinder der ehemaligen Leibeigenen unterrichtet. Litvinow folgt der Einladung. Tanja verzeiht ihm, sie heiraten. Sie laden Potugin, der nach dem Tod Nadjas alt und allein in Sankt Petersburg wohnt, auf ihr Gut ein. Irina hat ihren Reichtum und ihre gesellschaftliche Stellung gewahrt, doch sie bleibt allein.

## Rezeption
Der im April 1867 veröffentlichte Roman wurde verrissen, was Turgenew sehr kränkte. In einem Brief an den Dichter Apollon Nikolajewitsch Maikow schrieb Fjodor Michailowitsch Dostojewski: „Ich fand ihn in gereizter Stimmung: es war der Misserfolg des ‚Rauch‘, und ich muß gestehen, daß mir damals noch alle Einzelheiten dieses Fiaskos fremd waren.“ Die in dem Roman vertretenen Ansichten, vor allem Turgenews pro-westliche Haltung, führten zum Bruch zwischen Turgenew und Dostojewskij.
1992 wurde der Roman unter der Regie von Ayan Shakhmaliyewa verfilmt.

## Deutschsprachige Ausgaben
- Rauch. Roman. In: Iwan Turgenew: Gesammelte Werke. Bd. 4: Rauch. Ein König Lear aus dem Steppenland. Herausgegeben und aus dem Russischen übertragen von Johannes von Guenther. Aufbau-Verlag, Berlin 1952 (S. 5–225).